# May John
Mary Hannah John (26 de enero de 1874 - 18 de octubre de 1962) fue una soprano galesa que estuvo involucrada en el avivamiento galés de 1904-1905.

## Vida
John nació en Ton Pentre en 1874. Fue la penúltima de los siete hijos nacidos de la pareja de metodistas calvinistas Morgan y Mary John. Su padre dirigía una zapatería y era diácono en la Capilla de Jerusalén de Ton Pentre, donde Mary John cantaba con su Banda de Esperanza.
Se convirtió en alumna de Clara Novello Davies, quien había fundado el Coro Real de Damas Galesas.
En 1893, dos de sus alumnas, John y Elsie Drinkwater, ganaron un premio en el Eisteddfod Nacional de Gales en Pontypridd al cantar "Quis est homo?" del Stabat Mater de Rossini. Esto llevó a una invitación para que su coro asistiera a la Exposición Mundial Colombina en Chicago ese año. En la Exposición, May John ganó el premio a la mejor soprano. Al año siguiente, en febrero, ella y otras tres personas cantaron para la Reina Victoria en Osborne House.
Luego continuó sus estudios en la Royal Academy of Music de 1894 a 1896.
En febrero de 1904, se dice que el avivamiento religioso galés después de Florrie Evans inspiró a los oyentes y este fue el comienzo del avivamiento. John pausó su carrera profesional para participar. Cantó en su ciudad natal y predicó en reuniones de avivamiento en Gales e Inglaterra. Se dice que animó a las mujeres a que trajeran sus talentos para involucrarse.
En enero de 1905 fue a trabajar con el metodista calvinista W. Llewelyn Lloyd. Luego estuvo en la Capilla Metodista Wesleyana de Broadmead en Bristol, donde ella y John Cynddylan Jones dirigían los servicios.
En junio de 1905, Evan Roberts predicó a 6.000 personas en Rhosneigr al aire libre. Fue asistido por una plataforma de madera y May John, quien había sido parte de un grupo que recorría las reuniones de avivamiento en el norte de Gales.
John murió en Porth en 1962 y su muerte no fue reportada con un obituario.